# Neuchâtel Xamax Football Club Serrières 2017-2018
Questa voce raccoglie le informazioni riguardanti il Neuchâtel Xamax Football Club nelle competizioni ufficiali della stagione 2017-2018.

## Stagione
Nella stagione 2017-2018 il Neuchatel Xamax, allenato da Michel Decastel, concluse il campionato di Challenge League al 1º posto. In Coppa Svizzera il Neuchatel Xamax fu eliminato al secondo turno dall'Echallens.

## Rosa
| N. |                                 | Ruolo | Calciatore            |
| -- | ------------------------------- | ----- | --------------------- |
| 1  | Italia (bandiera)               | P     | Federico Nicastro     |
| 3  | Svizzera (bandiera)             | C     | Janick Kamber         |
| 4  | Svizzera (bandiera)             | C     | Pietro Di Nardo       |
| 7  | Svizzera (bandiera)             | C     | Thibault Corbaz       |
| 8  | Serbia (bandiera)               | A     | Samir Ramizi          |
| 9  | Brasile (bandiera)              | C     | Bruno da Mota Miranda |
| 10 | Svizzera (bandiera)             | C     | Charles-André Doudin  |
| 11 | Svizzera (bandiera)             | A     | Gaëtan Karlen         |
| 12 | Svizzera (bandiera)             | C     | Max Veloso            |
| 14 | Svizzera (bandiera)             | A     | Raphaël Nuzzolo       |
| 15 | Togo (bandiera)                 | D     | Steve Lawson          |
| 17 | Francia (bandiera)              | C     | Geoffrey Tréand       |
| 19 | Svizzera (bandiera)             | C     | Marco Delley          |
| 20 | Bosnia ed Erzegovina (bandiera) | D     | Mustafa Sejmenović    |

| N. |                               | Ruolo | Calciatore       |
| -- | ----------------------------- | ----- | ---------------- |
| 21 | Kosovo (bandiera)             | C     | Dilan Qela       |
| 23 | Svizzera (bandiera)           | D     | Mike Gomes       |
| 27 | Kosovo (bandiera)             | D     | Arbenit Xhemajli |
| 28 | Svizzera (bandiera)           | C     | Liridon Mulaj    |
| 30 | Svizzera (bandiera)           | P     | Laurent Walthert |
| 32 | Svizzera (bandiera)           | D     | Linus Obexer     |
| 39 | Angola (bandiera)             | C     | Astor Kilezi     |
| 41 | Svizzera (bandiera)           | P     | Arnaud Cuenat    |
| 49 | Italia (bandiera)             | P     | Luca Ferro       |
| 55 | Svizzera (bandiera)           | D     | Igor Đurić       |
| 88 | Rep. Centrafricana (bandiera) | A     | Frédéric Nimani  |
| 92 | Slovenia (bandiera)           | A     | Elvis Bratanovič |
| 99 | Svizzera (bandiera)           | P     | Loïc Jacot       |

## Organigramma societario
Area tecnica
- Allenatore: Michel Decastel
- Allenatore in seconda: Stéphane Henchoz, José Saiz
- Preparatore dei portieri:
- Preparatori atletici:

## Calciomercato

### Sessione estiva
| Acquisti | Acquisti          | Acquisti             | Acquisti |
| R.       | Nome              | da                   | Modalità |
| -------- | ----------------- | -------------------- | -------- |
| P        | Federico Nicastro | Portalban/Gletterens |          |
| A        | Ambrosio da Costa | Sion                 |          |
| A        | Sonny Escolano    | Donneloye            |          |
| C        | Janick Kamber     | Wohlen               |          |
| C        | Astor Kilezi      | Le Mont              |          |
| D        | Steve Lawson      | Le Mont              |          |
| D        | Linus Obexer      | Young Boys           |          |
| C        | Geoffrey Tréand   | Aarau                |          |
| D        | Arbenit Xhemajli  | Zurigo II            |          |

| Cessioni | Cessioni          | Cessioni       | Cessioni |
| R.       | Nome              | a              | Modalità |
| -------- | ----------------- | -------------- | -------- |
| A        | Sonny Escolano    | Stade Payerne  |          |
| C        | Pedro Teixeira    | Young Boys     |          |
| C        | Kwadwo Duah       | Winterthur     |          |
| D        | Michael Gonçalves | Wil            |          |
| D        | Matheus           | Beroe          |          |
| D        | Azad Odabasi      | Stade Nyonnais |          |
| P        | Valmir Sallaj     | Bavois         |          |

### Sessione invernale
| Acquisti | Acquisti              | Acquisti         | Acquisti |
| R.       | Nome                  | da               | Modalità |
| -------- | --------------------- | ---------------- | -------- |
| A        | Elvis Bratanovič      | Sursee           |          |
| C        | Bruno da Mota Miranda | Athl. Paranaense |          |
| C        | Marco Delley          | Losanna          |          |

| Cessioni | Cessioni          | Cessioni          | Cessioni |
| R.       | Nome              | a                 | Modalità |
| -------- | ----------------- | ----------------- | -------- |
| C        | Safet Alić        | Bavois            |          |
| D        | Léo Farine        | La Chaux-de-Fonds |          |
| A        | Ambrosio da Costa | Sion II           |          |

## Risultati

### Challenge League

#### Prima fase, girone di andata
| Arbitro: | Erlachner |

|                       |           |             |
| Corbaz 22’ Veloso 51’ | Marcatori | 67’ Rossini |

| Arbitro: | Dudic |

|  |           |                               |
|  | Marcatori | 38’ (rig.) Nuzzolo 64’ Tréand |

| Arbitro: | Gut |

|                                  |           |               |
| Nuzzolo 18’ Tréand 67’ Gomes 76’ | Marcatori | 33’ Coulibaly |

| Arbitro: | Tschudi |

|                   |           |                       |
| Lawson 43’ (aut.) | Marcatori | 60’ Corbaz 77’ Doudin |

| Arbitro: | Erlachner |

|  |           |               |
|  | Marcatori | 71’ Castroman |

| Arbitro: | Horisberger |

|                      |           |  |
| Karlen 1’ Tréand 22’ | Marcatori |  |

| Arbitro: | Jancevski |

|  |           |            |
|  | Marcatori | 51’ Karlen |

| Arbitro: | Hänni |

|                                  |           |                            |
| Tréand 21’ Veloso 76’ Ramizi 90’ | Marcatori | 20’ Barbosa 26’ Stevanović |

| Arbitro: | Jaccottet |

|  |           |             |
|  | Marcatori | 88’ Nuzzolo |

#### Prima fase, girone di ritorno
| Arbitro: | Erlachner |

|                       |           |  |
| Rossini 36’ Tasar 51’ | Marcatori |  |

| Arbitro: | Klossner |

|                                        |           |             |
| Corbaz 56’ Ramizi 60’ Nuzzolo 63’, 66’ | Marcatori | 49’ Soumarè |

| Arbitro: | Dudic |

|  |           |                                             |
|  | Marcatori | 32’, 41’, 62’ Nuzzolo 53’ Tréand 72’ Ramizi |

| Arbitro: | Marri |

|                                       |           |                         |
| Nuzzolo 2’, 43’ Lawson 25’ Ramizi 45’ | Marcatori | 6’ Kuzmanovic 74’ Tadić |

| Arbitro: | Jaccottet |

|           |           |                        |
| Çiçek 60’ | Marcatori | 58’ Nuzzolo 85’ Tréand |

| Arbitro: | Superczynski |

|                        |           |                                |
| Chagas 29’, 75’ (rig.) | Marcatori | 65’ (rig.), 90’ (rig.) Nuzzolo |

| Arbitro: | Schnyder |

|                                          |           |            |
| Nuzzolo 64’ Tréand 75’ Karlen 86’ (rig.) | Marcatori | 87’ Muslin |

| Arbitro: | Jaccottet |

|             |           |                               |
| Cardoso 19’ | Marcatori | 88’ (rig.) Nuzzolo 90’ Corbaz |

| Arbitro: | Tschudi |

|                       |           |          |
| Mulaj 12’ Nuzzolo 24’ | Marcatori | 6’ Huser |

#### Seconda fase, girone di andata
| Arbitro: | Fähndrich |

|                                           |           |                                  |
| Dević 8’ (rig.) Muntwiler 29’ Brunner 45’ | Marcatori | 64’ Delley 89’ Karlen 90’ Doudin |

| Arbitro: | Klossner |

|                                    |           |            |
| Gomes 31’ Đurić 50’ Sejmenović 72’ | Marcatori | 8’ Rossini |

| Arbitro: | Hänni |

|            |           |              |
| Tréand 29’ | Marcatori | 6’ De Ceglie |

| Arbitro: | Jancevski |

|  |           |                                   |
|  | Marcatori | 57’ Tréand 68’ Nuzzolo 90’ Doudin |

| Arbitro: | Dudic |

|                                            |           |                                               |
| Silvio 11’ (rig.), 30’ Schulz 41’ Duah 57’ | Marcatori | 40’, 62’ (rig.) Nuzzolo 66’ Doudin 72’ Tréand |

| Arbitro: | Cibelli |

|                    |           |  |
| Nuzzolo 34’ (rig.) | Marcatori |  |

| Arbitro: | Wolfensberger |

|  |           |                             |
|  | Marcatori | 68’, 71’ Doudin 89’ Nuzzolo |

| Arbitro: | Piccolo |

|                    |           |  |
| Nuzzolo 73’ (rig.) | Marcatori |  |

| Arbitro: | Schärli |

|                                         |           |                           |
| Zé Eduardo 74’ (rig.) Audino 90’ (rig.) | Marcatori | 54’, 65’ Ramizi 59’ Đurić |

#### Seconda fase, girone di ritorno
| Arbitro: | Falahi |

|                                         |           |           |
| Nuzzolo 9’ (rig.) Karlen 58’ Nimani 88’ | Marcatori | 78’ Dević |

| Arbitro: | Horisberger |

|                              |           |                       |
| Tasar 15’ Rossini 70’ (rig.) | Marcatori | 16’ Karlen 44’ Corbaz |

| Ginevra 23 aprile 2018, ore 20:00 CEST 30ª giornata | Servette | 0 – 0 referto | Neuchâtel Xamax | Stade de Genève (2 111 spett.)\| Arbitro: \| Schärer \| |
| Arbitro:                                            | Schärer  |               |                 |                                                         |

| Arbitro: | Fähndrich |

|           |           |  |
| Gomes 25’ | Marcatori |  |

| Arbitro: | Gut |

|                           |           |                            |
| Doudin 9’, 70’ Ramizi 34’ | Marcatori | 56’ Schulz 68’, 86’ Radice |

| Arbitro: | Fähndrich |

|           |           |  |
| Barry 90’ | Marcatori |  |

| Arbitro: | Erlachner |

|                                           |           |           |
| Karlen 6’ (rig.), 64’ Doudin 13’ Mota 80’ | Marcatori | 58’ Tadić |

| Arbitro: | Hänni |

|  |           |            |
|  | Marcatori | 47’ Veloso |

| Arbitro: | Dudic |

|                                                       |           |                                     |
| Nuzzolo 5’, 26’, 68’ Tréand 22’ Delley 82’ Doudin 88’ | Marcatori | 15’ Lekaj 81’ Latifi 84’ Cortelezzi |

### Coppa Svizzera
| Arbitro: | Cibelli |

|  |           | |
|  | Marcatori | 13’, 33’, 66’, 80’, 81’, 83’ Kilezi 17’, 25’, 34’, 38’, 64’, 71’, 86’ Mulaj 22’, 24’, 55’, 82’ Teixeira 23’ Di Nardo 35’ Ramizi 65’ Lawson 75’ Nimani |

| Arbitro: | Horisberger |

|                                  |           |                       |
| Samandjeu 53’ Begzadić 83’, 105’ | Marcatori | 23’ Doudin 75’ Kilezi |

## Statistiche

### Statistiche di squadra
| Competizione     | Punti | In casa | In casa | In casa | In casa | In casa | In casa | In trasferta | In trasferta | In trasferta | In trasferta | In trasferta | In trasferta | Totale | Totale | Totale | Totale | Totale | Totale | DR  |
| Competizione     | Punti | G       | V       | N       | P       | Gf      | Gs      | G            | V            | N            | P            | Gf           | Gs           | G      | V      | N      | P      | Gf     | Gs     | DR  |
| ---------------- | ----- | ------- | ------- | ------- | ------- | ------- | ------- | ------------ | ------------ | ------------ | ------------ | ------------ | ------------ | ------ | ------ | ------ | ------ | ------ | ------ | --- |
| Challenge League | 85    | 18      | 15      | 2       | 1       | 46      | 20      | 18           | 11           | 5            | 2            | 36           | 19           | 36     | 26     | 7      | 3      | 82     | 39     | +43 |
| Coppa Svizzera   | -     | 0       | 0       | 0       | 0       | 0       | 0       | 2            | 1            | 0            | 1            | 23           | 3            | 2      | 1      | 0      | 1      | 23     | 3      | +20 |
| Totale           | 85    | 18      | 15      | 2       | 1       | 46      | 20      | 20           | 12           | 5            | 3            | 59           | 22           | 38     | 27     | 7      | 4      | 105    | 42     | +63 |

### Andamento in campionato
| Giornata  | 1 | 2 | 3 | 4 | 5 | 6 | 7 | 8 | 9 | 10 | 11 | 12 | 13 | 14 | 15 | 16 | 17 | 18 | 19 | 20 | 21 | 22 | 23 | 24 | 25 | 26 | 27 | 28 | 29 | 30 | 31 | 32 | 33 | 34 | 35 | 36 |
| --------- | - | - | - | - | - | - | - | - | - | -- | -- | -- | -- | -- | -- | -- | -- | -- | -- | -- | -- | -- | -- | -- | -- | -- | -- | -- | -- | -- | -- | -- | -- | -- | -- | -- |
| Luogo     | C | T | C | T | C | C | T | C | T | T  | C  | T  | C  | T  | T  | C  | T  | C  | T  | C  | C  | T  | T  | C  | T  | C  | T  | C  | T  | T  | C  | C  | T  | C  | T  | C  |
| Risultato | V | V | V | V | P | V | V | V | V | P  | V  | V  | V  | V  | N  | V  | V  | V  | N  | V  | N  | V  | N  | V  | V  | V  | V  | V  | N  | N  | V  | N  | P  | V  | V  | V  |
| Posizione | 3 | 2 | 2 | 2 | 2 | 2 | 2 | 2 | 2 | 2  | 2  | 1  | 1  | 1  | 1  | 1  | 1  | 1  | 1  | 1  | 1  | 1  | 1  | 1  | 1  | 1  | 1  | 1  | 1  | 1  | 1  | 1  | 1  | 1  | 1  | 1  |

Legenda:

Luogo: C = Casa; T = Trasferta. Risultato: V = Vittoria; N = Pareggio; P = Sconfitta.

### Statistiche dei giocatori
| Giocatore     | Challenge League | Challenge League | Challenge League | Challenge League | Coppa Svizzera | Coppa Svizzera | Coppa Svizzera | Coppa Svizzera | Totale   | Totale | Totale      | Totale     |
| Giocatore     | Presenze         | Reti             | Ammonizioni      | Espulsioni       | Presenze       | Reti           | Ammonizioni    | Espulsioni     | Presenze | Reti   | Ammonizioni | Espulsioni |
| ------------- | ---------------- | ---------------- | ---------------- | ---------------- | -------------- | -------------- | -------------- | -------------- | -------- | ------ | ----------- | ---------- |
| S. Alić       | 0                | 0                | 0                | 0                | 1              | 0              | 0              | 0              | 1        | 0      | 0           | 0          |
| E. Bratanovič | 1                | 0                | 0                | 0                | 0              | 0              | 0              | 0              | 1        | 0      | 0           | 0          |
| T. Corbaz     | 31               | 5                | 4                | 0                | 1              | 0              | 0              | 0              | 32       | 5      | 4           | 0          |
| A. Costa      | 1                | 0                | 0                | 0                | 1              | 0              | 0              | 0              | 2        | 0      | 0           | 0          |
| A. Cuenat     | 0                | 0                | 0                | 0                | 0              | 0              | 0              | 0              | 0        | 0      | 0           | 0          |
| M. Delley     | 15               | 2                | 1                | 0                | 0              | 0              | 0              | 0              | 15       | 2      | 1           | 0          |
| P. Di Nardo   | 29               | 0                | 9                | 1                | 1              | 1              | 0              | 0              | 30       | 1      | 9           | 1          |
| C. Doudin     | 34               | 10               | 9                | 0                | 1              | 1              | 0              | 0              | 35       | 11     | 9           | 0          |
| L. Farine     | 0                | 0                | 0                | 0                | 1              | 0              | 0              | 0              | 1        | 0      | 0           | 0          |
| L. Ferro      | 0                | 0                | 0                | 0                | 0              | 0              | 0              | 0              | 0        | 0      | 0           | 0          |
| M. Gomes      | 36               | 3                | 2                | 0                | 1              | 0              | 1              | 0              | 37       | 3      | 3           | 0          |
| L. Jacot      | 3                | 0                | 0                | 0                | 2              | 0              | 0              | 1              | 5        | 0      | 0           | 1          |
| J. Kamber     | 23               | 0                | 3                | 0                | 0              | 0              | 0              | 0              | 23       | 0      | 3           | 0          |
| G. Karlen     | 29               | 8                | 2                | 0                | 0              | 0              | 0              | 0              | 29       | 8      | 2           | 0          |
| A. Kilezi     | 6                | 0                | 2                | 0                | 2              | 7              | 0              | 0              | 8        | 7      | 2           | 0          |
| S. Lawson     | 21               | 1                | 3                | 0                | 2              | 1              | 0              | 0              | 23       | 2      | 3           | 0          |
| B. Mota       | 2                | 1                | 0                | 0                | 0              | 0              | 0              | 0              | 2        | 1      | 0           | 0          |
| L. Mulaj      | 16               | 1                | 1                | 1                | 1              | 7              | 0              | 0              | 17       | 8      | 1           | 1          |
| F. Nicastro   | 3                | 0                | 0                | 0                | 0              | 0              | 0              | 0              | 3        | 0      | 0           | 0          |
| F. Nimani     | 5                | 1                | 1                | 0                | 1              | 1              | 0              | 0              | 6        | 2      | 1           | 0          |
| R. Nuzzolo    | 34               | 26               | 4                | 0                | 1              | 0              | 0              | 0              | 35       | 26     | 4           | 0          |
| L. Obexer     | 15               | 0                | 4                | 0                | 2              | 0              | 0              | 0              | 17       | 0      | 4           | 0          |
| D. Qela       | 2                | 0                | 0                | 0                | 0              | 0              | 0              | 0              | 2        | 0      | 0           | 0          |
| S. Ramizi     | 32               | 7                | 3                | 0                | 2              | 1              | 0              | 0              | 34       | 8      | 3           | 0          |
| M. Sejmenović | 29               | 1                | 7                | 0                | 1              | 0              | 0              | 0              | 30       | 1      | 7           | 0          |
| P. Teixeira   | 3                | 0                | 1                | 0                | 1              | 4              | 0              | 0              | 4        | 4      | 1           | 0          |
| G. Tréand     | 32               | 11               | 2                | 0                | 1              | 0              | 1              | 0              | 33       | 11     | 3           | 0          |
| M. Veloso     | 32               | 3                | 5                | 0                | 2              | 0              | 1              | 0              | 34       | 3      | 6           | 0          |
| L. Walthert   | 30               | 0                | 3                | 0                | 0              | 0              | 0              | 0              | 30       | 0      | 3           | 0          |
| A. Xhemajli   | 6                | 0                | 0                | 0                | 1              | 0              | 0              | 0              | 7        | 0      | 0           | 0          |
| I. Đurić      | 33               | 2                | 5                | 0                | 1              | 0              | 0              | 0              | 34       | 2      | 5           | 0          |